# Szewczenko (hromada Wełyka Nowosiłka)
Szewczenko (ukr. Шевченко) – wieś na Ukrainie, w obwodzie donieckim, w rejonie wołnowaskim, w hromadzie Wełyka Nowosiłka. W 2001 liczyła 385 mieszkańców.